# Aleksander Lewandowski (cichociemny)
Aleksander Lewandowski pseud.: Wiechlina, Mozga (ur. 13 października 1908 w Ryńsku, zm. 20 maja 1948 w Poznaniu) – żołnierz Wojska Polskiego II RP i Polskich Sił Zbrojnych na Zachodzie, podoficer Armii Krajowej, starszy sierżant piechoty, cichociemny.

## Życiorys
Aleksander Lewandowski ukończył w 1922 roku szkołę średnią w Toruniu.
We wrześniu 1939 roku walczył w 17 pułku piechoty. 23 września przekroczył granicę polsko-rumuńską. Był internowany w Rumunii. W styczniu 1940 roku dotarł do Francji, gdzie został przydzielony do 5 Pułku Strzelców Pieszych. Walczył wraz z jednostką, m.in. 19 – 19 czerwca w rejonie St. Hippolyte oraz Maiche. Przez Afrykę Północną i Gibraltar przedostał się w sierpniu 1940 roku do Wielkiej Brytanii. Służył w 1 Batalionie Strzelców 1 Brygady Strzelców.

## Cichociemny
Zgłosił się do służby w Kraju. Po przeszkoleniu w dywersji został zaprzysiężony na rotę AK 23 września 1943 roku, przydzielony do Oddziału VI (Specjalnego) Sztabu Naczelnego Wodza i przeniesiony do Głównej Bazy Przerzutowej w Brindisi we Włoszech. 
Zrzucony do okupowanej Polski w nocy z 19 na 20 maja 1944 roku w operacji lotniczej „Weller 18” dowodzonej przez kpt. naw. Kazimierza Wünsche, z samolotu Liberator BZ-965 „S” (1586 Eskadra PAF), na placówkę odbiorczą "Jaśmin" w rejonie wsi Opatkowice. Razem z nim skoczyli: por. Rudolf Dziadosz ps. Zasaniec, kpt. dypl. Ludwik Fortuna ps. Siła, kpt. dypl. Jan Serafin ps. Czerchawa, ppor. Zdzisław Winiarski ps. Przemytnik oraz kurier Delegatury Rządu na Kraj strz. Franciszek Klima ps. Oszczep. Podczas skoku zginął śmiercią spadochroniarza kpt. dypl. cc Jan Serafin, na skutek nierozwinięcia się spadochronu.
Od czerwca 1940 r. przydzielony do Okręgu Polesie AK, gdzie służył jako dowódca plutonu 82 pułku piechoty 30 Dywizji Piechoty AK. Ponadto był dowódcą patrolu odpowiedzialnego za nawiązanie kontaktów z Okręgiem Białystok AK (kontakt był nawiązany). Pełnił także funkcję łącznika dowódcy dywizji ppłk. Henryka Krajewskiego „Leśnego”. 
W 1944 roku został aresztowany przez NKWD i zesłany do łagru nr 178, potem nr 179 w Diagilewie w ZSRR. Wrócił do Polski w listopadzie 1947 roku. Około pół roku później zmarł w Toruniu na gruźlicę.

## Odznaczenia
- Krzyż Walecznych – czterokrotnie.

## Życie rodzinne
Był synem Jana i Marianny z domu Szkodzińskiej. Przed wojną ożenił się z Ludwiką Konarzewską. Mieli dwóch synów: Gwidona (ur. w 1934 roku) i Witolda (ur. w 1937 roku).